# Tour de Francia 1962
El 49.º Tour de Francia se disputó entre el 24 de junio y el 15 de julio de 1962 con un recorrido de 4274 km. dividido en 22 etapas de las que la segunda y la octava estuvieron divididas en dos sectores.
Participaron 150 ciclistas repartidos en 15 equipos de 10 corredores de los que lograron llegar a París solo 94 ciclistas. En esta faceta destacó el equipo Heylett-Saint Raphael al finalizar la prueba con todos sus integrantes.
En esta edición debuta Raymond Poulidor iniciando de esta manera su particular duelo con Jacques Anquetil. Además se crean los puertos de montaña de 4ª categoría y se corona por primera vez el Col de la Bonette, el puerto de montaña más alto de los Alpes.
El vencedor cubrió la prueba a una velocidad media de 37,317 km/h.

## Etapas
| Etapa   | Fecha  | Recorrido                     | Distancia (km) | Ganador              | Líder               |
| ------- | ------ | ----------------------------- | -------------- | -------------------- | ------------------- |
| 1.ª     | 24 jun | Nancy-Spa                     | 253            | Rudi Altig           | Rudi Altig          |
| 2.ª (1) | 25 jun | Spa-Herentals (Bel)           | 147            | André Darrigade      | André Darrigade     |
| 2.ª (2) | 25 jun | Herentals-Herentals           | 23 (CRE)       | Flandia–Faema        | André Darrigade     |
| 3.ª     | 26 jun | Bruselas -Amiens              | 210            | Rudi Altig           | Rudi Altig          |
| 4.ª     | 27 jun | Amiens-Le Havre               | 196,5          | Willy Vanden Berghen | Rudi Altig          |
| 5.ª     | 28 jun | Pont-l'Évêque-Saint-Malo      | 215            | Emile Daems          | Rudi Altig          |
| 6.ª     | 29 jun | Dinard-Brest                  | 235,5          | Robert Cazala        | Albertus Geldermans |
| 7.ª     | 30 jun | Quimper-Saint-Nazaire         | 201            | Huub Zilverberg      | Albertus Geldermans |
| 8.ª (1) | 1 jul  | Saint-Nazaire-Luçon           | 155            | Mario Minieri        | André Darrigade     |
| 8.ª (2) | 1 jul  | Luçon-La Rochelle             | 43 (CRI)       | Jacques Anquetil     | André Darrigade     |
| 9.ª     | 2 jul  | La Rochelle-Burdeos           | 214            | Antonio Bailetti     | Willy Schroeders    |
| 10.ª    | 3 jul  | Burdeos-Bayona                | 184,5          | Willy Vannitsen      | Willy Schroeders    |
| 11.ª    | 4 jul  | Bayona-Pau                    | 155,5          | Eddy Pauwels         | Willy Schroeders    |
| 12.ª    | 5 jul  | Pau-Saint-Gaudens             | 207,5          | Robert Cazala        | Tom Simpson         |
| 13.ª    | 6 jul  | Luchon-Superbagnères          | 18,5 (CRI)     | Federico Bahamontes  | Jozef Planckaert    |
| 14.ª    | 7 jul  | Luchon-Carcasona              | 215            | Jean Stablinski      | Jozef Planckaert    |
| 15.ª    | 8 jul  | Carcasona-Montpellier         | 196,5          | Willy Vannitsen      | Jozef Planckaert    |
| 16.ª    | 9 jul  | Montpellier-Aix-en-Provence   | 185            | Emile Daems          | Jozef Planckaert    |
| 17.ª    | 10 jul | Aix-en-Provence-Juan-les-Pins | 201            | Rudi Altig           | Jozef Planckaert    |
| 18.ª    | 11 jul | Juan-les-Pins-Briançon        | 241,5          | Emile Daems          | Jozef Planckaert    |
| 19.ª    | 12 jul | Briançon-Aix-les-Bains        | 204,5          | Raymond Poulidor     | Jozef Planckaert    |
| 20.ª    | 13 jul | Bourgoin-Lyon                 | 68 (CRI)       | Jacques Anquetil     | Jacques Anquetil    |
| 21.ª    | 14 jul | Lyon-Pougues-les-Eaux         | 232            | Dino Bruni           | Jacques Anquetil    |
| 22.ª    | 15 jul | Nevers-París                  | 271            | Rino Benedetti       | Jacques Anquetil    |

CRI = Contrarreloj individual
CRE = Contrarreloj por equipos

## Clasificación general
| Clasificación general |                     |               |                   |
| Ciclista              | Ciclista            | Equipo        | Tiempo            |
| --------------------- | ------------------- | ------------- | ----------------- |
| 1.º                   | Jacques Anquetil    | Saint-Raphaël | 114 h 31 min 54 s |
| 2.º                   | Jef Planckaert      | Flandria      | + 4 min 59 s      |
| 3.º                   | Raymond Poulidor    | Mercier       | + 10 min 24 s     |
| 4.º                   | Gilbert Desmet      | Carpano       | + 13 min 01 s     |
| 5.º                   | Albertus Geldermans | Saint-Raphaël | + 14 min 05 s     |
| 6.º                   | Tom Simpson         | Alcyon        | + 17 min 09 s     |
| 7.º                   | Imerio Massignan    | Legnano       | + 17 min 50 s     |
| 8.º                   | Ercole Baldini      | Ignis         | + 19 min 00 s     |
| 9.º                   | Charly Gaul         | Gazzola       | + 19 min 11 s     |
| 10.º                  | Eddy Pauwels        | Groene Leeuw  | + 23 min 04 s     |